# 弦楽四重奏曲第2番 (ベートーヴェン)
弦楽四重奏曲第2番（げんがくしじゅうそうきょくだいにばん）ト長調op.18-2は、ルートヴィヒ・ヴァン・ベートーヴェンによって1800年に作曲され、1801年に出版された弦楽四重奏曲である。まとめて出版されたop.18全6曲の中の2曲目であり第2番とされている。ただし完成自体は最初に完成した第3番ニ長調、第1番ヘ長調についで3曲目であることが知られている。
- 作曲：1800年
- 出版：1801年
- 献呈：フランツ・ヨーゼフ・フォン・ロプコヴィツ伯（1772年 - 1816年）

ベートーヴェンの弦楽四重奏曲全般、及び初期弦楽四重奏曲（作品18の6曲）全般については、第1番の項を参照のこと。

## 特徴
このト長調の弦楽四重奏曲は、「挨拶」というあだ名で呼ばれることがある（独：Komplimentierungsquartett）。これは、第1楽章の冒頭の第1主題が挨拶をするような感じであるからと言われている。作品18の6曲のうち最も優雅で、均整の取れた曲である。
- 第1楽章 Allegro
- 第2楽章 Adagio cantabile - Allegro
- 第3楽章 Scherzo. Allegro
- 第4楽章 Allegro molto quasi presto
演奏時間 約25分